# 닐슨 레이팅스
닐슨 레이팅스(Nielsen ratings)는 로버트 F. 엘더와 루이스 F. 우드러프가 개발한 시청률 조사 시스템으로, 현재는 닐슨 컴퍼니에게 판매되었다.
대한민국에서는 닐슨코리아에서 이 시스템을 사용한다.